# Leningradka Petersburg
Leningradka Petersburg – rosyjski żeński klub piłki siatkowej z siedzibą w Petersburgu. 

## Sukcesy
- Mistrzostwo ZSRR:
  -  1975/1976, 1976/1977